# Liocourt
Liocourt ist eine französische Gemeinde mit 143 Einwohnern (Stand 1. Januar 2022) im Département Moselle in der Region Grand Est (bis 2015 Lothringen). Sie gehört zum Arrondissement Sarrebourg-Château-Salins.

## Geographie
Die Gemeinde Liocourt liegt in Lothringen an der Grenze zum Département Meurthe-et-Moselle, 28 Kilometer südöstlich von Metz, 17 Kilometer nordwestlich von Château-Salins und  4½ Kilometer nordwestlich von Delme im Saulnois (Salzgau), zwischen Metz und Château-Salins, auf einer Höhe zwischen 253 und 398 m über dem Meeresspiegel. Das Gemeindegebiet umfasst 3,2 km².

## Geschichte
Die Ortschaft gehörte früher zum Herzogtum Lothringen  und dem Bistum Metz. 1392 gab der Bischof von Metz das Dorf Liocourt an Metzer Bürger. Eine Agnes von Liocourt wurde 1219 erwähnt.
Das Dorf wurde 1661 zusammen mit der Grafschaft Bar von Frankreich annektiert.
Durch den Frankfurter Frieden vom 10. Mai 1871 kam die Region an das deutsche Reichsland Elsaß-Lothringen, und das Dorf wurde dem Kreis Château-Salins im Bezirk Lothringen zugeordnet. Die Dorfbewohner betrieben Getreide-, Wein-, Obst-, Hopfen- und Tabakbau; auf der Gemarkung des Dorfs waren Steinbrüche.
Nach dem Ersten Weltkrieg musste die Region aufgrund der Bestimmungen des Versailler Vertrags 1919 an Frankreich abgetreten werden. Im Zweiten Weltkrieg war die Region von der deutschen Wehrmacht besetzt.
Der Ort trug 1915–1919 bzw. 1940–1944 den eingedeutschten Namen Linhofen.

### Demographie
Im Jahr 1871 waren unter den 254 meist römisch-katholischen Einwohnern fünf Evangelische und 59 Juden.
| Jahr      | 1962 | 1968 | 1975 | 1982 | 1990 | 1999 | 2007 | 2019 |
| Einwohner | 133  | 122  | 131  | 129  | 107  | 126  | 139  | 138  |

Siehe auch: Jüdische Gemeinde Liocourt.

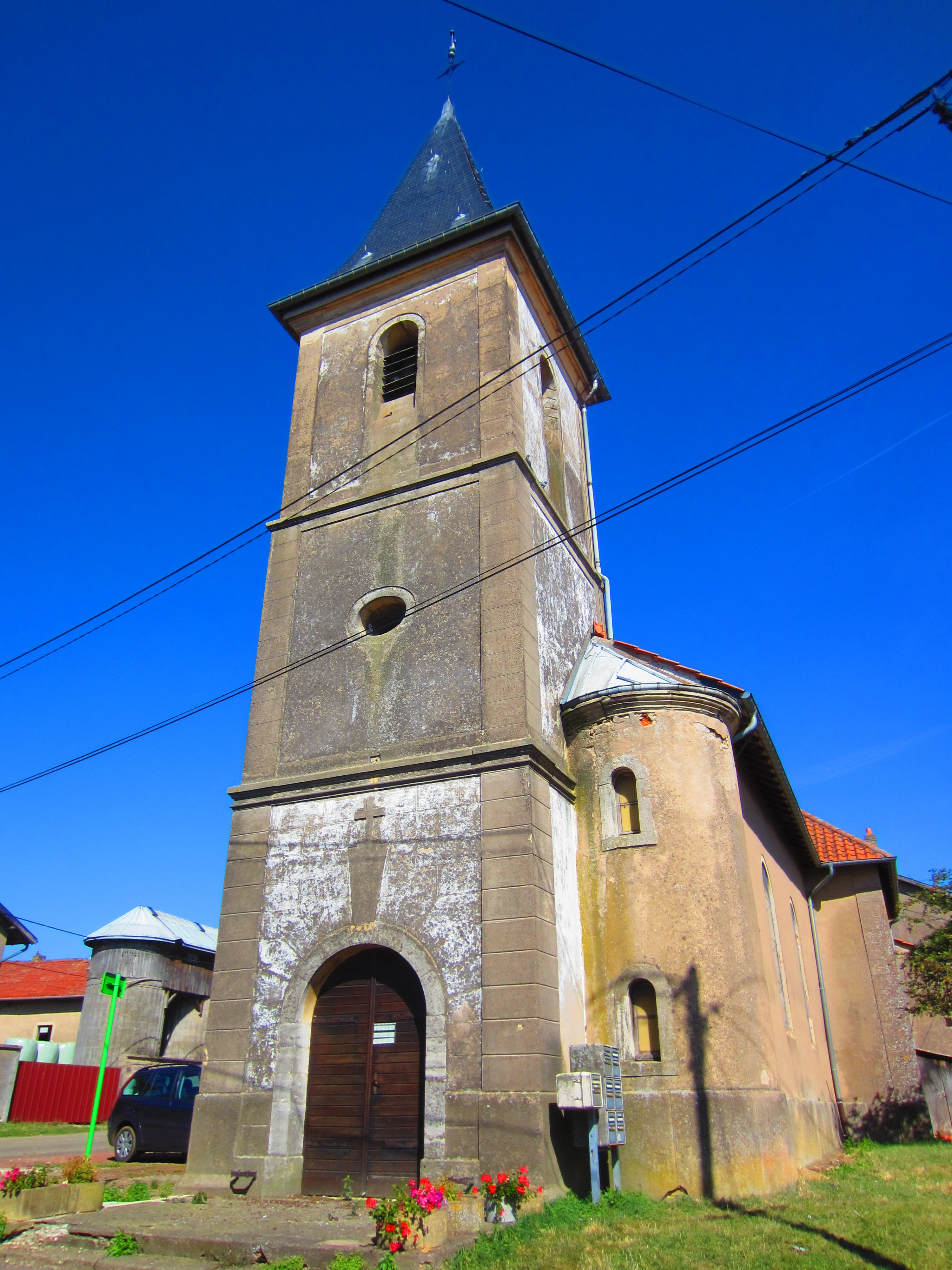
Kirche St. Christophe
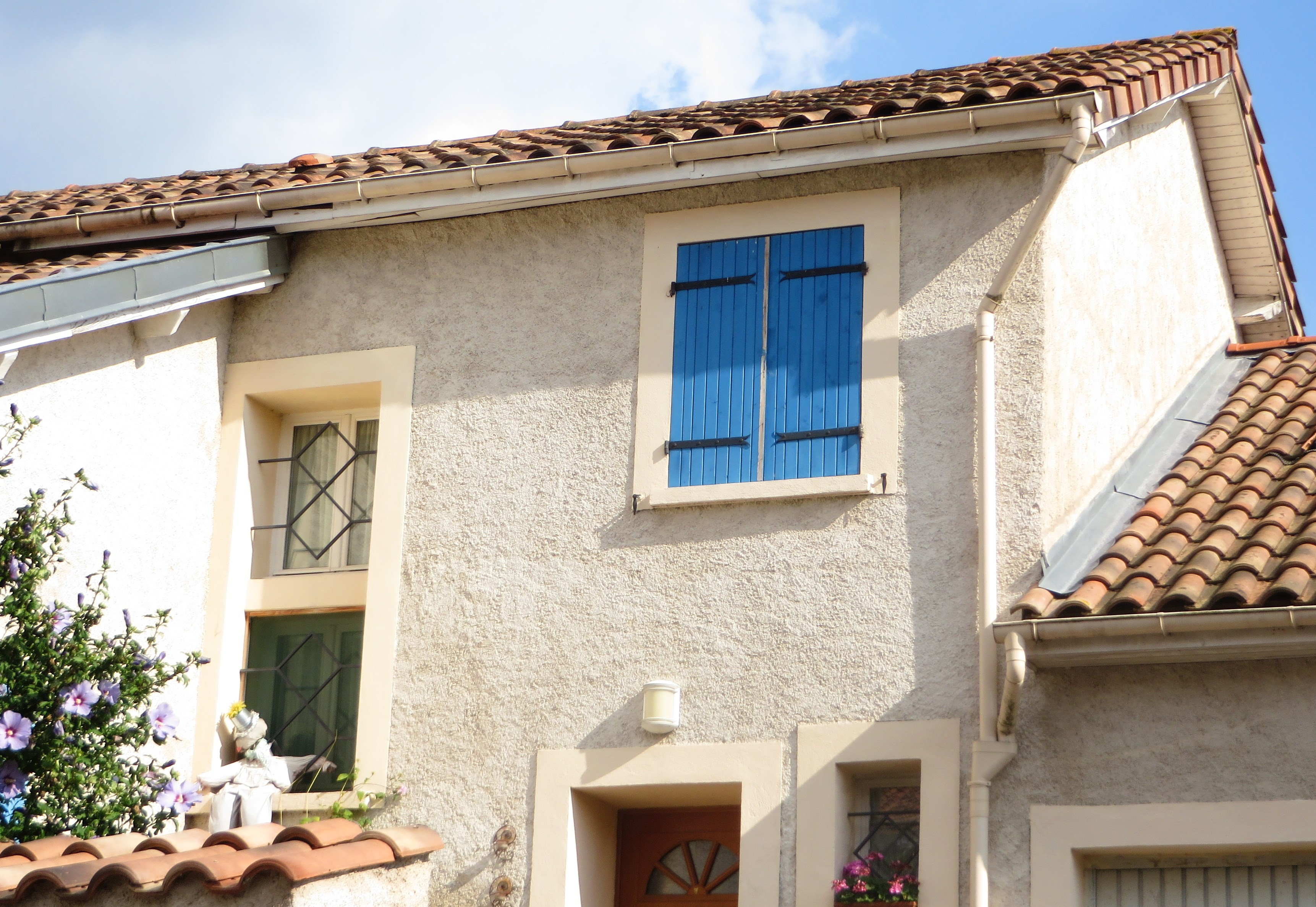
Ehemalige Synagoge Liocourt